# Weteringschans 91
Weteringschans 91 is een gebouw in Amsterdam-Centrum.
Het gebouw staat aan de Weteringschans tussen de Weteringpoortsluis en de Weteringstraat. In dit blok zijn veel oorspronkelijke gebouwen gesloopt. Ten noorden van het gebouw stond het Gebouw der Melkinrichting, in de jaren zeventig bekend als het kraakpand de Grote Wetering. Op 10 augustus 1895 schreef architect Jan van Looy een aanbesteding uit voor "Het bouwen van een woonhuis op het open terrein aan de Weteringschans en Lijnbaansgracht bij de Spiegelgracht, grenzend aan het Gebouw der Melkinrichting".
Van Looy ontwierp voor C. Koning jr. een gebouw in eclectische bouwstijl. Het gebouw bestaat uit drie raamgangen boven een plint:
- De eerste raamgang bevat de toegangsdeur met een bovenlijst, waarboven twee bovenlichtjes; daarboven is een ronde erker geplaatst op de eerste etage, waarboven weer een lijst, daarboven twee raampjes met een boog aan de bovenzijde. Boven de brede daklijst volgt nog een sierlijk ornament met een soort oeil de boeuf onder een fronton met daarop weer een kroon.
- De tweede en derde raamgangen zijn vrijwel identiek, met vierkante ramen in het souterrain, ramen onder een boogconstructie op de beletage, daarboven vierkante ramen naar een balkonnetje achter kandelaberzuiltjes, daarboven vier ramen met een boogconstructie aan de bovenzijde. Driehoekige frontons sluiten het geheel af; tussen de frontons is de lettercombinatie VK/KV te zien.

Het gebouw is in 2001 grondig gerenoveerd. In 2015 kreeg het de Schildersvakprijs.

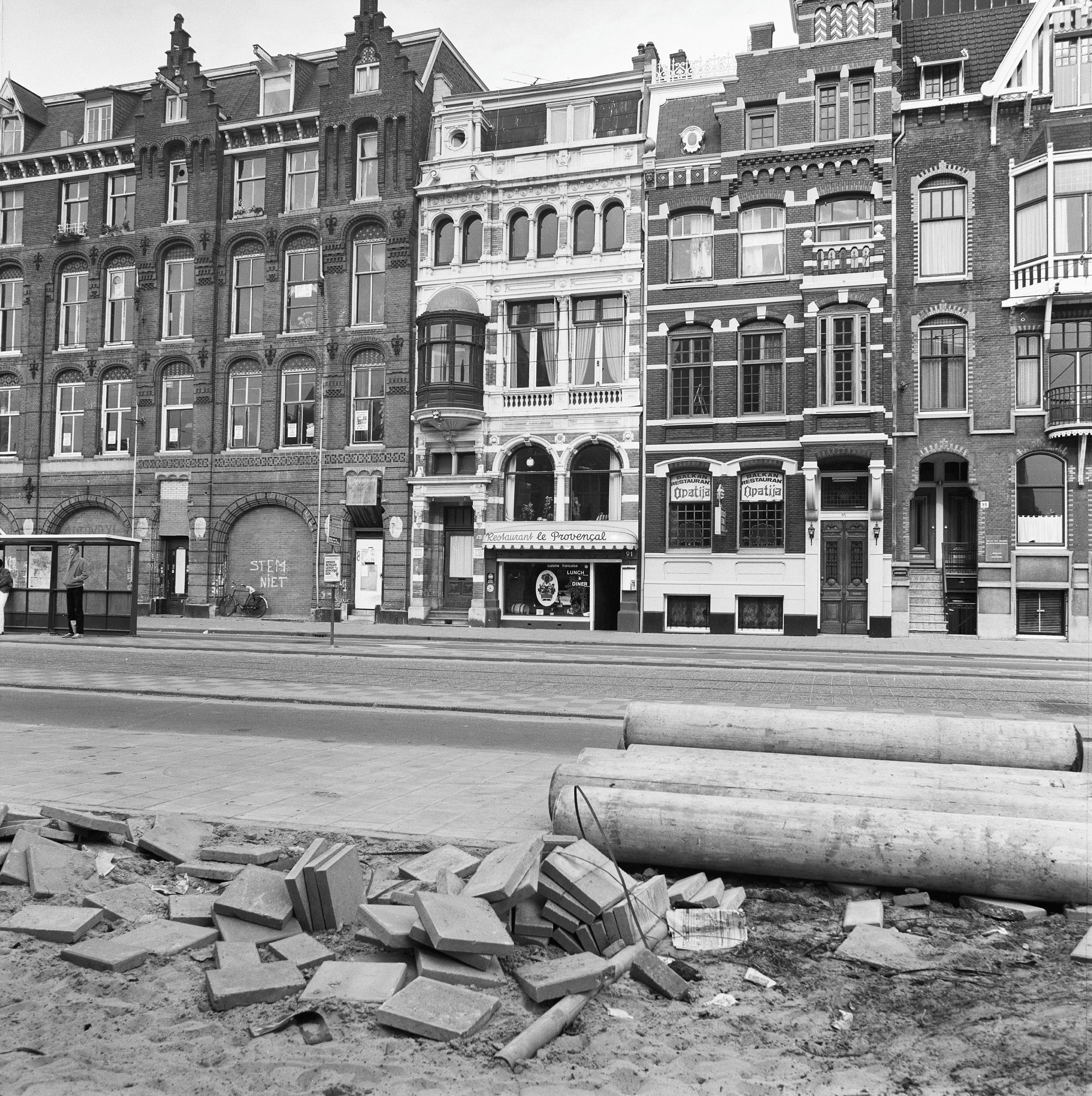
Het gebouw met links nog De Grote Wetering (1979)